# Nouakchott
Nouakchott (arabiska: نواكشوط eller انواكشوط) är huvudstad i Mauretanien och är belägen vid Saharas västkust mot Atlanten. Staden hade nästan 1 miljon invånare vid folkräkningen 2013. Den är en relativt nyanlagd stad, i närheten av en gammal morisk by. Nouakchott var ett mindre fiskesamhälle fram till slutet av 1950-talet, då man bestämde sig för att göra orten till landets huvudstad inför Mauretaniens självständighet 1960. Stadens äldsta del är Ksar, som från början var ett litet fort som byggdes 1903 av de franska kolonisatörerna.

## Administrativ indelning
Staden utgjorde tidigare en av landets administrativa regioner, men sedan 25 november 2014 omfattar staden tre separata regioner (Nord, Ouest och Sud). Dessa är indelade i sammanlagt nio kommuner (med invånarantal 2013):
Nord
- Dar Naïm (144 043)
- Teyarett (78 828)
- Toujounine (144 041)

Ouest
- Ksar (47 233)
- Sebkha (72 245)
- Tevragh Zeina (46 336)

Sud
- Araffat (175 969)
- El Mina (132 674)
- Riyadh (117 030)